# Svalgång

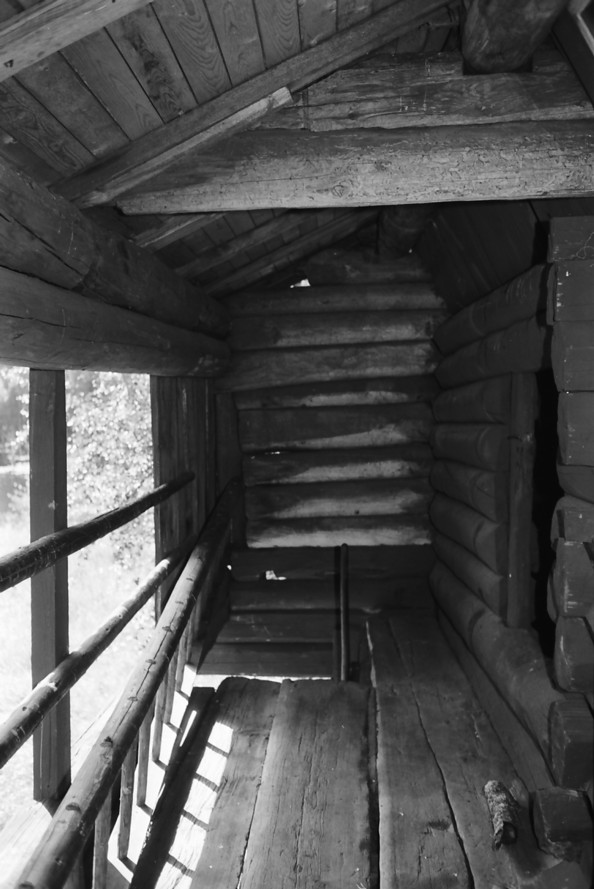
Svalgång i en loftbod

En svalgång (eller loftgång) är en gång utanpå en huskropp, till exempel framför övre botten i en loftbod. Taket kan vara en del av själva byggnadens takfall, ett förtak eller bjälklaget till en överliggande våning eller svalgång och stöds vanligtvis på pelare, med räcke eller bröstvärn emellan.
En svalgång kan också vara en arkadgång i markplanet, till exempel kring en stavkyrkas ytterväggar.